# Al-Mayadin
Al-Mayadin (arabisch الميادين, DMG al-Mayādīn), auch (al-)Majadin, ist eine Stadt im Osten Syriens im Gouvernement Deir ez-Zor. 
Al-Mayadin liegt am rechten (südlichen) Ufer des Euphrat, 12 Kilometer unterhalb der Einmündung des Chabur und 45 Kilometer südöstlich von Deir ez-Zor an der Hauptstraße in Richtung Abu Kamal an der irakischen Grenze. Die Stadt hatte 2003 nach einer Schätzung 48.922 Einwohner, für 2010 wurden 70.162 Einwohner errechnet. Die Region gehört zur syrischen Wüste mit weniger als 120 Millimeter Jahresniederschlag. Der wenige Niederschlag fällt in den Wintermonaten. Hier ist Landwirtschaft nur in einem bewässerten Streifen entlang des Euphrat möglich. Selbst Weidegebiete für Viehnomaden sind selten.
1875 hatte der Ort etwa 1000 Einwohner, deren Lebensgrundlage Landwirtschaft (Mais, Weizen, Gerste) und halbnomadische Schafzucht war. Wolle und Butter wurden mit Eseln bis nach Aleppo gebracht. Bei der Volkszählung 1932 gab es 2532 Einwohner, darunter waren einige Christen. Für 1970 wurden 15.000 Einwohner geschätzt.
Etwa vier Kilometer südwestlich, jenseits der Hauptstraße, ist auf einem Hügel die Burgruine Qalʿat ar-Rahba aus dem 12. Jahrhundert zu sehen.

## Syrischer Bürgerkrieg
Die Stadt entwickelte sich im späteren Verlauf des Bürgerkrieges in Syrien zum Rückzugsort der sunnitisch-islamistischen Miliz Islamischer Staat.
In der Nacht vom 25. Mai auf den 26. Mai 2017 kam es gemäß den Angaben der Syrischen Beobachtungsstelle für Menschenrechte in al-Mayadin zu Luftangriffen. Diese galten Mitgliedern des IS. Bei diesen Angriffen starben mindestens 106 Menschen. Der IS-Funktionär Baraa Kadek soll bei den Angriffen auf al-Mayadin ebenfalls getötet worden sein. Eine Woche später starb IS-Chefkleriker Turki al-Binali nach US-Angaben ebenfalls im Zuge eines Luftangriffes auf al-Mayadin.
Am 14. Oktober 2017 wurde die Stadt nach einer von der russischen Luftwaffe unterstützten Offensive der syrischen Armee vom IS zurückerobert.
Die syrische Nachrichtenagentur SANA meldete am 1. November 2018 das Auffinden eines Lagers mit 450.000 Patronen des Kalibers 7,62 × 51 mm NATO aus US-amerikanischer Produktion in der Stadt.